# 嗣統 (陳開)
嗣統（1854年）為中国清朝时期广东洪兵起义軍的年號，起義文告稱「嗣統元年閏（七）月初三日」。
《南海縣志》及《養知書屋文集》記載陳開據佛山，「偽號大寧」。根據陳開等人發布的公示，是以「大明嗣統元年」或「太平甲寅年」紀年。

## 西元紀年對照表
| 嗣統 | 元年   |
| ---- | ------ |
| 公元 | 1854年 |
| 干支 | 甲寅   |

## 同期存在的其他政權年號
- 中國
  - 咸豐（1851年－1861年）：清朝—清文宗奕詝之年號
  - 太平天國（1851年－1864年）：太平天国—洪秀全、洪天贵福之年號
  - 江漢（1854年－1855年）：清朝時期—楊龍喜之年號
- 日本
  - 嘉永（1848年－1854年）：孝明天皇之年號
  - 安政（1854年－1860年）：孝明天皇之年號
- 越南
  - 嗣德（1848年－1883年）：阮朝—翼宗阮福时之年號
- 南洋
  - 蘭芳（1777年—1884年）：蘭芳共和國之年號